# 紫紋兜蘭
紫紋兜蘭（學名：Paphiopedilum purpuratum），又名香港拖鞋蘭、香港兜蘭，蘭科兜蘭屬植物，屬地生蘭或半附生蘭，分佈於中國南方（廣東的陽春和深圳、廣西的上思十万大山、雲南的文山）、香港（香港島、大帽山及大嶼山等地）、越南。生長於海拔700米以下腐殖质丰富多石的地方及溪谷旁苔藓砾石丛生之地或岩石上。1850年在香港島首次發現。
紫紋兜蘭現在受到香港的《林務規例》及《動植物（瀕危物種保護）條例》所保護，目前在中國的狀況為瀕危，並列入中国国家一级保护植物名录。
本種亦列入瀕危野生動植物種國際貿易公約（CITES）附錄一所管制。
紫紋兜蘭是一種具觀賞價值的植物，在園藝界中被誉为“香港小姐”。
1977年香港曾推出一套以香港蘭花為主題的郵票，其中紫紋兜蘭亦被選為郵票的圖案之一。1997年九鐵推出的香港花卉展覽紀念車票亦以兜蘭為主題花。

## 變種
- Paphiopedilum purpuratum var. hainanense：分布於海南。
- Paphiopedilum purpuratum var. purpuratum：分布於云南、香港、广东。